# Valeria Melipillán
Valeria Melipillán Figueroa es una enfermera y política chilena. Desde junio de 2021 hasta diciembre de 2024 se desempeñó como alcaldesa de la comuna de Quilpué.

## Biografía
Valeria Melipillán, de origen mapuche, nació el 21 de agosto de 1983 en Talcahuano, Región del Biobío, Chile. Se formó como enfermera en la Universidad de Concepción y ha ejercido en diversos servicios de salud primaria, incluyendo Hornopirén en la Región de Los Lagos y Algarrobo en la Región de Valparaíso. También ha desempeñado funciones en la Secretaría Regional de Salud de Valparaíso.

### Carrera política
En el ámbito político, en 2017 fue elegida como consejera regional por la Provincia de Marga Marga, manteniéndose en el cargo hasta octubre de 2019, cuando renunció para postular como candidata a la alcaldía de Quilpué. En noviembre de 2020, ganó las elecciones primarias del Frente Amplio como representante del partido Convergencia Social, preparándose para las elecciones municipales.
En las elecciones municipales de 2021, celebradas el 15 y 16 de mayo, Valeria Melipillán obtuvo el 33,13% de los votos, asegurando así su cargo como alcaldesa de Quilpué para el período 2021-2024. Su mandato comenzó en junio de 2021.